# Anii 1990 în film
- Anii 1980 în cinematografie — Anii 1990 în cinematografie — Anii 2000 în cinematografie

În anii 1990 au avut loc mai multe evenimente în industria filmului:

## Filme
Aceasta este o listă incompletă de filme produse în anii 1990:
- 1990 - GoodFellas, An Angel at My Table, Edward Scissorhands, Miller's Crossing, Dances with Wolves
- 1991 - The Silence of the Lambs, JFK, A Brighter Summer Day,  Thelma & Louise
- 1992 - Unforgiven, Reservoir Dogs, The Player, Orlando, The Long Day Closes, Lessons of Darkness, Alien 3
- 1993 - Schindler's List, The Piano, Groundhog Day, Jurassic Park, Three Colors: Blue
- 1994 - Chungking Express, Sátántangó, Pulp Fiction, The Usual Suspects, The Shawshank Redemption, The Lion King, Three Colors: Red
- 1995 - Braveheart, Se7en, Toy Story, Heat, A Moment of Innocence, Underground
- 1996 - Fargo, Breaking the Waves, Trainspotting, Independence Day, Crash, Flirting with Disaster
- 1997 - Boogie Nights, Taste of Cherry, Hana-bi, Titanic,  L.A. Confidential, Mother and Son, Good Will Hunting
- 1998 - The Big Lebowski, Beau travail, Histoire(s) du cinéma, The Thin Red Line, Rushmore, The Truman Show, Saving Private Ryan
- 1999 - The Matrix, Toy Story 2, All About My Mother, Fight Club, Magnolia, Eyes Wide Shut, South Park: Bigger, Longer & Uncut

## Nașteri
1990:

## Decese
1990: